# Hendrick Cornelisz. van Vliet

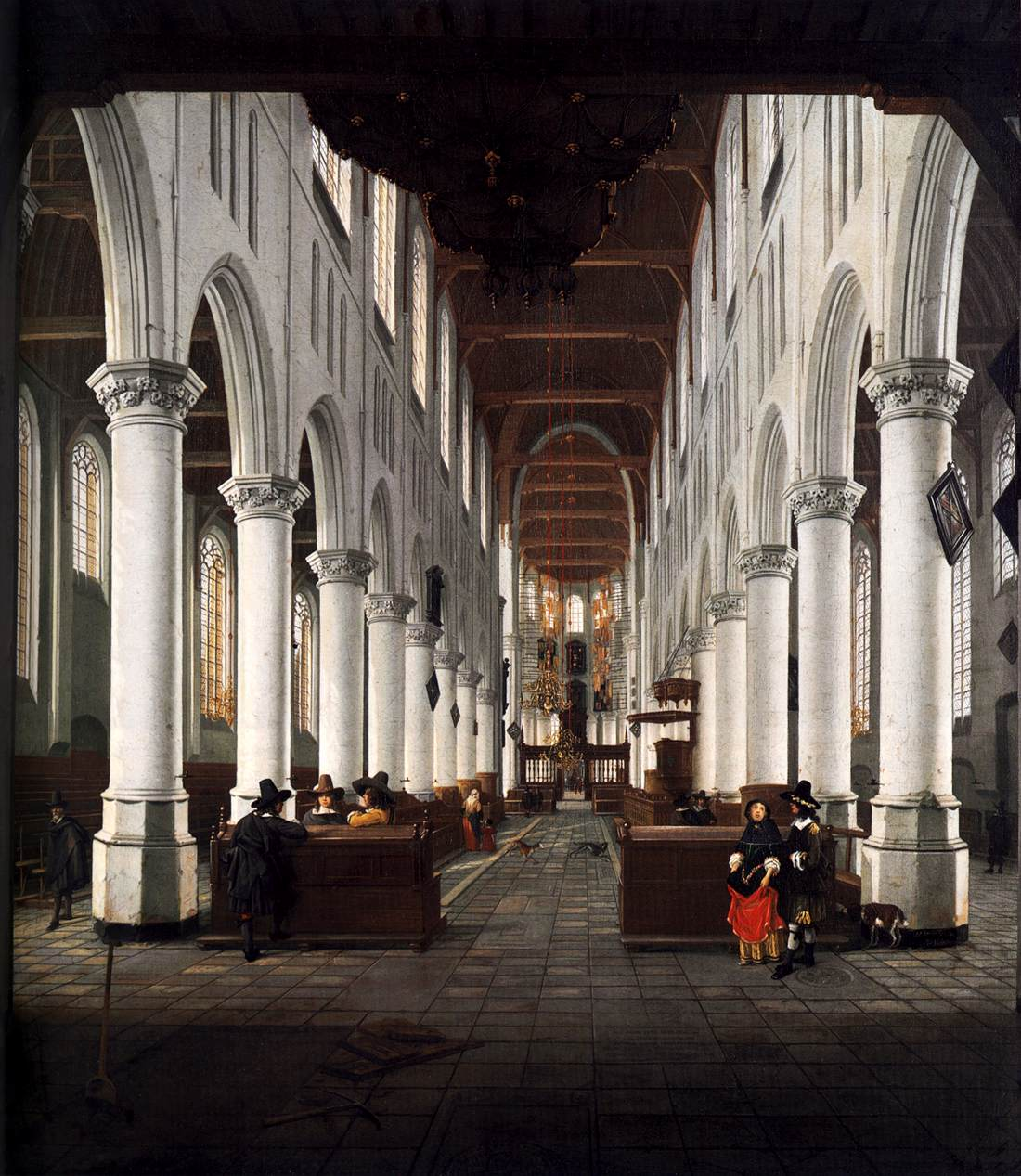
Interieur van de Nieuwe Kerk in Delft, 1662

Hendrick Cornelisz. van Vliet (Delft, ca. 1611 - aldaar, 1675) was een Nederlands kunstschilder en tekenaar uit de periode van de Gouden Eeuw.
Van (der) Vliet was eerst in de leer bij zijn oom Willem van der Vliet en bekwaamde zich verder in de portretschilderkunst bij Michiel Jansz. van Miereveld. Hij ontwikkelde een zeer goede techniek voor de weergave van het perspectief, dat hij toepaste in zijn vele schilderijen van kerkinterieurs. In dit destijds populaire genre schaarde hij zich in de rij van eveneens enige tijd in Delft werkzame schilders als Gerard Houckgeest en Emanuel de Witte en van de pionier in het genre, Pieter Jansz. Saenredam.
Van Vliet schilderde interieurs van onder andere de Oude Kerk en de Nieuwe Kerk in Delft, de Pieterskerk in Leiden, de Grote of Sint-Janskerk in Gouda en de Dom van Utrecht. Zijn indrukwekkendste interieurs dateren van de vijftiger jaren van de 17e eeuw. Later in zijn carrière werden zijn kerkinterieurs clichematig en werden waarschijnlijk snel vervaardigd.
Van Vliet werd in 1632 lid van het Delftse Sint-Lucasgilde. Hij trouwde in 1643 met Cornelia van der Plaat, uit welk huwelijk een dochter werd geboren. Hij overleed in armoede en werd op 28 oktober 1675 in de Oude Kerk in Delft begraven.